# Утрехт (провинция)
У́трехт (нидерл. Utrecht) — провинция в центре Нидерландов, самая маленькая по территории, но одна из самых населённых в стране.

## География
Площадь территории 1449,12 км² (включая воду 12-е место), в том числе суша — 1385,02 км² (12-е место).

## История
Здесь было подписано Утрехтское соглашение.

## Общины
По состоянию на 2020 год провинция Утрехт состоит из 26 общин.

| - Амерсфорт - Аудеватер - Барн - Бюнник - Бюнсхотен - Вауденберг - Вейк-бей-Дюрстеде - Венендал - Вейфхеренланден | - Вурден - Де-Билт - Де-Ронде-Венен - Зейст - Лёсден - Лопик - Монтфорт - Ньивегейн - Ренен | - Ренсвауде - Стихтсе-Вехт - Суст - Утрехт - Утрехтсе-Хёвелрюг - Хаутен - Эйсселстейн - Эмнес |

## Демография
Население провинции — 1 268 489 человек (по данным на август 2015 г.). В 1999 г. протестанты составляли 27 % населения, католики — 20 %.

## Города-побратимы
- Таоюань, Тайвань[2]